# Анафиелас
Анафиелас — гора вечности по религиозным преданиям языческой Литвы.
В своей истории Литвы («Dzieje staroźytne narodu Litewskiego», том I) Теодор Нарбут приводит следующее предание из Жмуди:

«Есть очень высокая неприступная гора, на которую должны входить души умерших и которая называется Анафиелас. Чтобы туда взобраться, необходимо иметь душе длинные и острые ногти, когти животных, оружие, лошадей, слуг, которые бы помогали в этом предприятии. Чем богаче человек, тем труднее ему вскарабкаться наверх, так как его богатства тянут его к земле, напротив того, бедняк легко поднимается, если только не обижал богов. В случае, если жизнь была грешна, богач падает вниз, где живёт дракон Визунас, бедняка же унесёт с собою ветер. На верхушке горы умершие подвергаются суду и получают награду».

Слово «анафиелас» употребил польский писатель Юзеф Игнацы Крашевский как заглавие одной из своих поэм, предметом которой избрана картина летописной Литвы.
Похожая на литовскую стеклянная гора часто является в сказках славян, с той только разницей, что на вершине её находится спящая красавица и входят на неё не души умерших, а добрые молодцы.